# 556 Phyllis
Az 556 Phyllis egy a Naprendszer kisbolygói közül, amit Paul Götz fedezett fel 1905. január 8-án.